# Lubiechnia Wielka

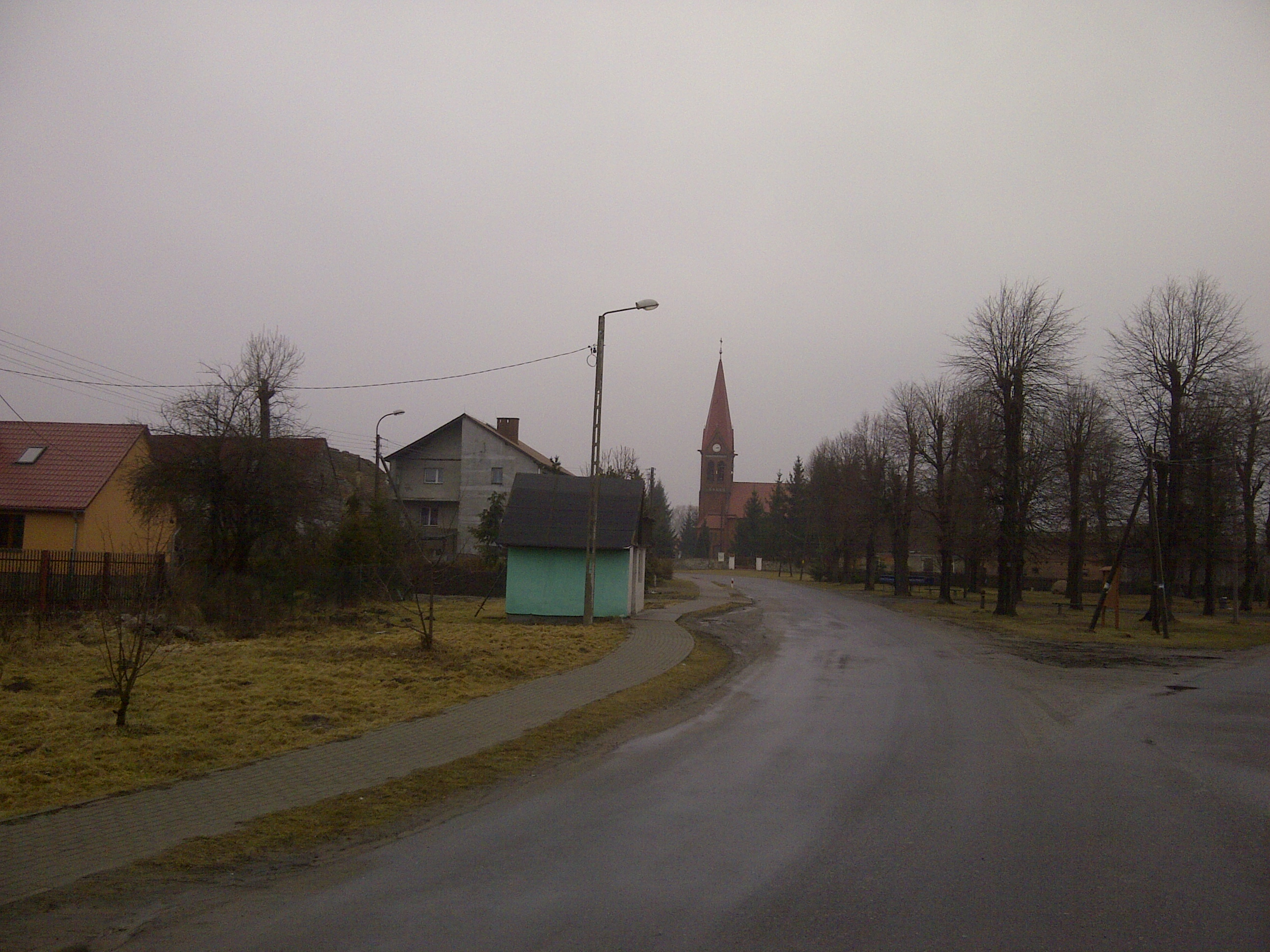
Het centrum van Lubiechnia Wielka, gezien vanuit het zuiden.

Lubiechnia Wielka (Duits: Groß Lübichow) is een dorp in de gemeente Rzepin, in het woiwodschap Lubusz, in het westen van Polen. Het ligt ca. 4 km ten noorden van Rzepin. In 2013 telde het dorp 325 inwoners.

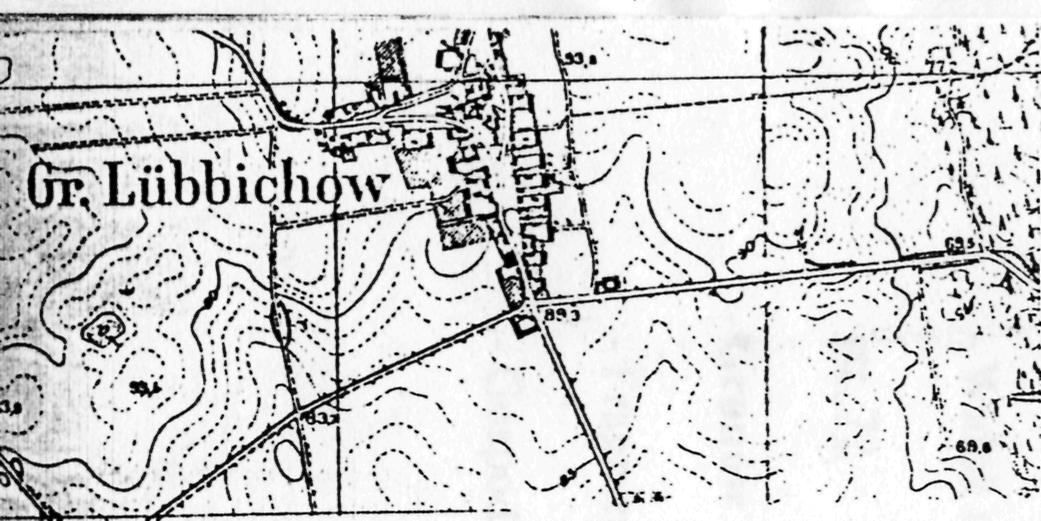
Lubiecnia Wielka op een kaart uit 1939

Voor 1945 lag deze plaats in de Pruisische provincie Brandenburg in Duitsland.

## Sport en recreatie
- Lubiechnia Wielka ligt aan de Europese wandelroute E11. De E11 loopt van Scheveningen via Duitsland, Polen en de Baltische staten naar Tallinn. Ter plaatse komt de route van het zuidwesten vanaf Drzeńsko en loopt verder in noordelijke richting naar Lubiechnia Mała.
- De plaatselijke sportclub heet "Klub Sportowy Zieloni Lubiechnia Wielka" en is opgericht in 1970.